# Anastrangalia laetifica
Espèce
Anastrangalia laetifica est une espèce d'insecte appartenant à la famille des  Cerambycidés.